# Valor (ciruela)
Valor es una variedad cultivar de ciruelo (Prunus domestica), de las denominadas ciruelas europeas.
Una variedad de ciruela criada en 1933 en la « "Horticultural Research Institute of Ontario" », Vineland Station, Canadá, mediante el cruce de las variedades 'Imperial Epineuse' x 'Grand Duke'. 
Las frutas tienen una pulpa de color verde amarillento, medianamente firme a firme, medianamente jugosa, de sabor dulce, dulce a muy dulce cuando está completamente madura, muy aromática, muy buena a excelente. Tolera las zonas de rusticidad según el departamento USDA, de nivel 5a.

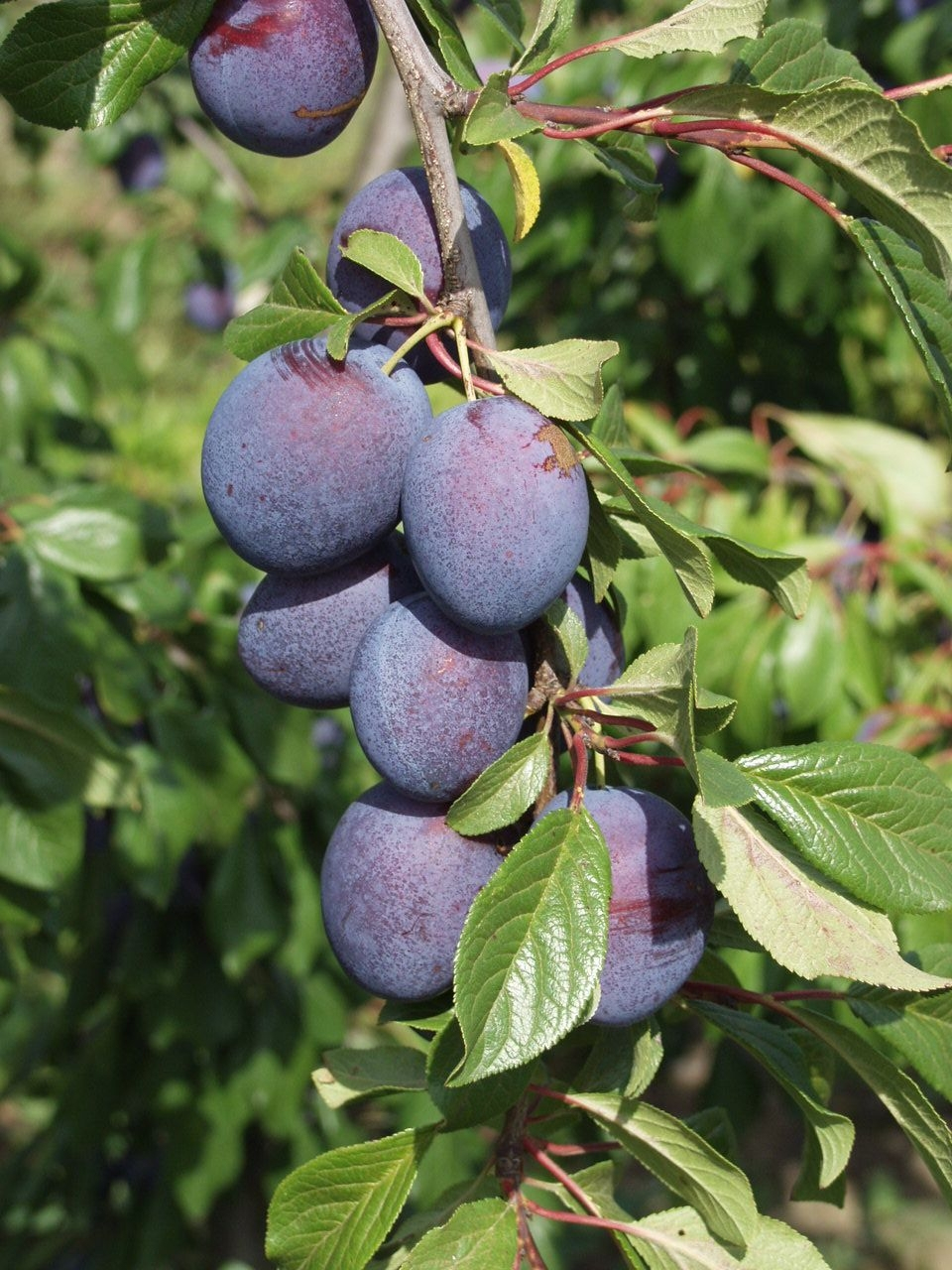
Ciruelas 'Valor' en el árbol.

## Historia
'Valor' variedad de ciruela europea que fue obtenida en 1933 en la « "Horticultural Research Institute of Ontario" », Vineland Station, Canadá, por el cruce de 'Imperial Epineuse' como Parental Madre x el polen de 'Grand Duke' como Parental Padre.
'Valor' está cultivada en diversos bancos de germoplasma de cultivos vivos, tales como en National Fruit Collection (Colección Nacional de Fruta) de Reino Unido con el número de accesión: 1969-044 y Nombre Accesión : Valor. Fue introducida en los circuitos comerciales en 1967.

## Características
'Valor' árbol de porte pequeño crece de moderado a exuberante, el hábito se forma erecto a semi-erecto, luego a extendido. La hoja es de color verde oblongo, medio a muy brillante. Normalmente su fertilidad es temprana a medianamente temprana, grande a muy grande, regular. Flor blanca, que tiene un tiempo de floración que comienza a partir del 11 de abril con el 10% de floración, para el 17 de abril tiene una floración completa (80%), y para el 27 de abril tiene un 90% de caída de pétalos.
'Valor' tiene una talla de tamaño grande a muy grande de forma ovalada ligeramente asimétrica, con peso promedio de 58.60 g;epidermis tiene una piel color azul oscuro a azul violeta recubierta de abundante pruina, fina, violácea; sutura con línea poco visible, de color algo más oscuro que el fruto. Situada en una depresión muy suave, algo más acentuada junto a cavidad peduncular; pedúnculo de longitud mediano, fuerte, con una longitud promedio de 15.45 mm, leñoso, con escudete muy marcado, muy pubescente, con la cavidad del pedúnculo estrecha, poco profunda, rebajada en la sutura y más levemente en el lado opuesto; pulpa de color amarillo verdoso es suave y jugosa. Puede haber inclusiones de resina en la pulpa. Los frutos tienen un alto contenido de azúcar y ácido.
Hueso muy adherente, grande, alargado, asimétrico, con el surco dorsal muy ancho y profundo, los laterales más superficiales, zona ventral poco sobresaliente, superficie rugosa.
Su tiempo de recogida de cosecha se inicia en su maduración a principios de septiembre, son grandes y ovalados. La producción es temprana y regular.

## Progenie
'Valor' tiene en su progenie como "Parental Madre", a la nuevas variedad de ciruela:
- Toptaste

'Valor' tiene en su progenie como "Parental Padre", a las nuevas variedades de ciruela:
- Haganta
- Topend plus

## Usos
Se usa comúnmente como postre fresco de mesa buena ciruela de postre de fines de verano.
También se usa por su alto contenido de azúcar lo convierte en una excelente opción para enlatar y secar.

## Cultivo
Variedad cultivada principalmente en Canadá, Estados Unidos, República Checa, y en España (La Rioja, y Lérida).

## Características y precauciones
La fertilidad es muy alta, pero el árbol a menudo fructifica en racimos, lo que, junto con la piel delgada de la fruta, provoca una propagación bastante significativa de la pudrición de monilia. Es necesario llevar a cabo una protección química, o al menos eliminar regularmente las frutas podridas de los racimos.